# جان ميشيل كلود ريتشارد
جان ميشيل كلود ريتشارد (بالفرنسية: Jean Michel Claude Richard)‏ هو عالم نبات فرنسي، ولد في 16 أغسطس 1787 في Volon ‏ في فرنسا، وتوفي في 27 ديسمبر 1868 في سان دوني في فرنسا.